# 個人助理
個人助理（英語：Personal Assistant）為「自立生活運動」（英語：Independent Living for Disabled People），下，所衍生的支持性服務。係指身心障礙者由於身心功能缺損，故需一位、甚至多位身心功能相對健全者，代替身心障礙者肢體、心智、溝通功能上的不足，提供個人化的貼身協助。最主要的功能在於提供物理上的協助，如拿取物品、協助位移、如廁、餵食等需肢體動作完成之生活協助。也可以是引導心智障礙者決定生活瑣事之協助角色。或者代替具有語言障礙之身心障礙者，與外界溝通橋樑。
在日本，通常將個人助理稱為「介助者」，並具有法源依據，政府補助。在台灣，由「社團法人台北市新活力自立生活協會」，於2008年向「中華社會福利聯合勸募協會」申請方案開辦。起初僅是民間單位倡議、募款提供之試辦性服務。2012年7月開始，中華民國內政部公佈「自立生活試辦計畫」，其中明文規定各縣市得委託各地方單位培訓個人助理，藉以提供身心障礙者支持性服務。
個人助理與「居家服務員」容易造成混淆。其最大的差異性有兩大類區塊：個人助理提供全面性服務，因此也包含出外參與社會性、人際關係之活動相關協助，並遵照身心障礙者的「自主權」下，提供服務。而居家服務員，則是僅提供居家協助、陪同就醫，對於社會參與性之協助則不提供。服務也僅是「任務型」，以達成工作責任範圍為主，對於身心障礙者本身的意願較為忽視。

## 個人助理基本定義
- 完全尊重身心障礙者的「自主權」，在不違反法律的前提下提供個別性、完整性的協助。
- 個人助理僅是協助身心障礙者完成生活任務，不代替生活決定，以此提高身心障礙者「自我決定、自我選擇、自我負責」之能力。是「協助」而非「保護」的立場提供協助。
- 個人助理派遣單位，以身心障礙者主導之協會、非營利組織為佳，提供之服務最能貼近身心障礙者之需求。
- 個人助理提供之服務，僅以身心障礙者「本人」為主，而非家庭幫傭。
- 個人助理經費，應為國家提供資金，提供民間單位派遣服務，資源亦能長久安定。
- 個人助理與身心障礙者基於「相互尊重」的前提下，相互支持。對身心障礙者而言，個人助理是其手腳、眼耳、口鼻，應予以尊重。對個人助理而言，身心障礙者是其服務之對象，其需求應盡量給予支持、滿足。
- 通常使用個人助理服務前，將會搭配「自立生活計畫」（Independent Living Program），使身心障礙者可以充分掌握其服務品質，確保個人助理與身心障礙者雙方權益。

## 相關題材電影
- 無法觸碰（逆轉人生）
- 生命的舞動